# Quasi Marcia
Quasi Marcia, op. 161, est une œuvre de la compositrice Mel Bonis, datant de 1934.

## Composition
Mel Bonis compose sa Quasi Marcia pour orgue à pédales en 1934. Le manuscrit en porte la date. L'œuvre est publiée à titre posthume par les éditions Carrara en 1971, puis elle est rééditée en 2011 par les éditions Armiane.

## Analyse
L'œuvre a été retouchée au niveau des registrations par Henri Letocart, à la suite de la demande de la compositrice de réviser ses pièces pour orgue en 1934.
La pièce porte un titre dont la dénomination est en vogue à l'époque de Mel Bonis.
La Quasi Marcia est une œuvre à la composition en développement continu.

## Sources
- Étienne Jardin, Mel Bonis (1858-1937) : parcours d'une compositrice de la Belle Époque, 2020 (ISBN 978-2-330-13313-9 et 2-330-13313-8, OCLC 1153996478, lire en ligne)